# Línia 4 de Metrovalència

Plànol del Metro de València.

La línia 4 o T4 és una de les línies de tramvia de Metrovalència i la seua rodalia. Uneix Burjassot i Paterna amb el port de València, a través de la històrica estació del Pont de Fusta.

## Aquesta línia dona servei a
- Fira de Mostres de València - Fira
- Campus de Burjassot (Universitat de València) - Vicent Andrés Estellés i Campus de Burjassot
- Radiotelevisió Valenciana i Escola Tècnica Superior d'Enginyeria-Universitat de València (ETSE-UV) - TVV
- Campus de Paterna (Universitat de València) - Santa Gemma
- Palau de Congressos - Palau de Congressos
- Prefectura Policía Autonòmica - Pont de Fusta
- Universitat Politècnica i Campus de Tarongers (Universitat de València)- Universitat Politècnica, La Carrasca i Tarongers
- Platja de Les Arenes - Les Arenes i Eugenia Viñes

## Estacions i zones de la línia 4
| Trams                                    | Zona B                       | Zona A                                               |
| ---------------------------------------- | ---------------------------- | ---------------------------------------------------- |
| Tram comú: Mas del Rosari - Doctor Lluch | Mas del Rosari - Santa Gemma | TVV - Empalme - Pont de Fusta - Doctor Lluch         |
| Ramal Lloma-Llarga - TVV                 | Lloma-Llarga/Terramelar -    | TVV on torna al tram comú.                           |
| Ramal Fira - Vicent Andrés Estellés'     |                              | Fira - Vicent Andrés Estellés on torna al tram comú. |

## Història
Aquesta línia va sorgir de la reconversió en un tramvia modern (la primera ciutat de l'Estat que va tornar a introduir el tramvia) del ramal entre Empalme i Pont de Fusta, per la creació de la línia 1, i de l'antiga línia que unia Pont de Fusta amb el Grau de València, inaugurant-se aquesta línia el 21 de maig de 1994.
Posteriorment una part de l'antiga línia que passava pel nucli urbà de la ciutat (en concret la línia que connectava l'estació de l'Entroncament o Enllaç amb la del Pont de Fusta i la que unia aquesta última amb el barri marítim va ser alçat i convertit en una línia de tramvia modern, convertint-se així en la primera ciutat de l'Estat Espanyol en tornar a introduir el tramvia inaugurant la línia 4 el 21 de maig de 1994. Aquesta línia ha patit diverses ampliacions en la seua zona oest, en concret es va inaugurar un ramal al març de 1999 fins a la TVV que cobria la demanda del campus de Burjassot de la Universitat de València. Al setembre de 1999 es va inaugurar un ramal que connectava l'estació de TVV amb la fira de mostres. El 23 de setembre de 2005 es va inaugurar el tram que uneix l'estació de TVV amb la de Mas del Rosari al barri de la Lloma Llarga en Paterna d'uns 3 quilòmetres de longitud i el 20 de desembre de 2005 en ramal que dona servei als barris de Valterna i Terramelar, també a Paterna.